# ليزلي شتاين
ليزلي شتاين (بالإنجليزية: Leslie Stein)‏ هي قاضية أمريكية، ولدت في 1956 في نيويورك في الولايات المتحدة.